# Ed Erban
Edward Joseph Erban, detto Ed (Oshkosh, 6 luglio 1921 – Stillwater, 17 maggio 2008), è stato un cestista statunitense, professionista nella NBL.

## Carriera
Giocò per cinque stagioni nella NBL, disputando complessivamente 58 partite con 2,1 punti di media.